# Dacaratha hyalina
Dacaratha hyalina är en insektsart som beskrevs av Peláez 1935. Dacaratha hyalina ingår i släktet Dacaratha och familjen hornstritar. Inga underarter finns listade i Catalogue of Life.